# Leif Erickson
Pour les articles homonymes, voir Erickson.
Cet article concerne l'acteur américain. Pour l'explorateur islandais (v. 970-v. 1025), voir Leif Ericson.
Leif Erickson est un acteur américain, né William Wycliffe Anderson à Alameda (Californie, États-Unis) le 27 octobre 1911, mort d'un cancer à Pensacola (Floride, États-Unis) le 29 janvier 1986.

## Biographie
Leif Erickson (pseudonyme) débute au cinéma en 1933 et participe en tout à soixante-seize films américains, le dernier en 1977. Au long d'une carrière seulement interrompue par la guerre (il sert dans l'armée de 1943 à 1947), il contribue à des genres divers : comédie (ex. : La Polka des marins en 1952), drame (ex : La Fosse aux serpents en 1948), 'musical' (ex. : Show Boat en 1951), science-fiction (ex. : Les Envahisseurs de la planète rouge en 1953), western (ex. : La première balle tue en 1956), etc.
À la télévision, de 1949 à 1984, il apparaît dans huit téléfilms et soixante-et-une séries, notamment là aussi dans le domaine du western. Son rôle le plus connu est celui du patriarche John Cannon, au long de la série Le Grand Chaparral, diffusée de 1967 à 1971.
Au théâtre, Leif Erickson joue à Broadway (New York) dans sept pièces, entre 1938 et 1960, ainsi que dans une comédie musicale de Richard Rodgers et Lorenz Hart en 1940, Higher and Higher. Mentionnons également la pièce Thé et Sympathie (Anderson) (en) de Robert Anderson, mise en scène par Elia Kazan (qu'il retrouve avec le film Sur les quais de 1954) et représentée 712 fois de septembre 1953 à juin 1955, où il crée le rôle de Bill Reynolds, aux côtés de Deborah Kerr personnifiant son épouse Laura Reynolds. Tous deux interpréteront à nouveau le couple, dans l'adaptation au cinéma réalisée par Vincente Minnelli (et scénarisée par l'auteur) sous le même titre, sortie en 1956 — ce film restant l'un des plus connus de l'acteur.

## Filmographie partielle

### Au cinéma
- 1933 : The Sweetheart of Sigma Chi d'Edwin L. Marin
- 1935 : Nevada de Charles Barton (crédité Glen Erickson)
- 1936 : Desert Gold de James Patrick Hogan (crédité Glenn Erikson)
- 1936 : Girl of the Ozarks de William Shea
- 1936 : L'Appel de la folie (College Holiday) de Frank Tuttle
- 1937 : Marie Walewska (Conquest) de Clarence Brown
- 1937 : Romance burlesque (Thrill of a Lifetime) de George Archainbaud
- 1937 : L'Amour à Waikiki (Waikiki Wedding), de Frank Tuttle
- 1938 : Big Broadcast of 1938 (The Big Broadcast of 1938) de Mitchell Leisen
- 1938 : La Faute d'un père (Ride a Crooked Mile) d'Alfred E. Green
- 1939 : Crisis de Herbert Kline, Hanuš Burger (de) et Alexander Hammid (voix du narrateur)
- 1939 : Dans une pauvre petite rue (...One Third of a Nation...) de Dudley Murphy
- 1941 : Rien que la vérité (Nothing but the Truth) d'Elliott Nugent
- 1941 : The Blonde from Singapore d'Edward Dmytryk
- 1941 : Souvenirs (H.M. Pulham, Esq.) de King Vidor
- 1942 : L'Escadrille des aigles (Eagle Squadron) d'Arthur Lubin
- 1942 : Madame exagère (Are Husbands Necessary ?) de Norman Taurog
- 1942 : L'escadre est au port (The Fleet's In) de Victor Schertzinger
- 1942 : Deux Nigauds dans une île (Pardon my Sarong) d'Erle C. Kenton
- 1942 : Night Monster de Ford Beebe
- 1942 : Les Mille et Une Nuits (Arabian Nights) de John Rawlins
- 1947 : Blonde Savage de Steve Sekely
- 1947 : Un gangster pas comme les autres (The Gangster) de Gordon Wiles
- 1948 : La Fosse aux serpents (The Snake Pit) d'Anatole Litvak
- 1948 : Jeanne d'Arc (Joan of Arc) de Victor Fleming
- 1948 : Raccrochez, c'est une erreur ! (Sorry, Wrong Number) d'Anatole Litvak
- 1948 : La Chasse aux millions (Miss Tatlock’s Millions) de Richard Haydn
- 1949 : Johnny Stool Pigeon de William Castle
- 1949 : Une femme joue son bonheur (The Lady Gambles) de Michael Gordon
- 1950 : Secret de femmes ou Les Trois Secrets (Three Secrets) de Robert Wise
- 1950 : Dallas, ville frontière (Dallas) de Stuart Heisler
- 1950 : Ma brute chérie (Love that Brute) d'Alexander Hall
- 1950 : Cartes sur table (The Showdown) de Dorrell McGowan et Stuart E. McGowan
- 1950 : Stella de Claude Binyon
- 1951 : Le Grand Attentat (The Tall Target) d'Anthony Mann
- 1951 : Show Boat de George Sidney
- 1952 : L'Homme à la carabine (Carbine Williams) de Richard Thorpe
- 1952 : La Polka des marins (Sailor Beware) d'Hal Walker
- 1952 : Un refrain dans mon cœur (With a Song in my Heart) de Walter Lang
- 1952 : À feu et à sang (The Cimarron Kid) de Budd Boetticher
- 1952 : Seules les femmes savent mentir (My Wife's Best Friend) de Richard Sale
- 1953 : Fort Alger (Fort Algiers) de Lesley Selander
- 1953 : Un Homme pas comme les autres (Trouble Along the Way), de Michael Curtiz : Père Ed
- 1953 : Born to the Saddle de William Beaudine
- 1953 : Les Envahisseurs de la planète rouge (Invaders from Mars) de William Cameron Menzies
- 1953 : N'embrassez pas les WACs (Never Wave at a WAC) de Norman Z. McLeod
- 1953 : Cargo de femmes (A Perilous Journey) de R. G. Springsteen
- 1954 : Sur les quais (On the Waterfront) d'Elia Kazan
- 1956 : La première balle tue (The Fatest Gun Alive) de Russel Rouse

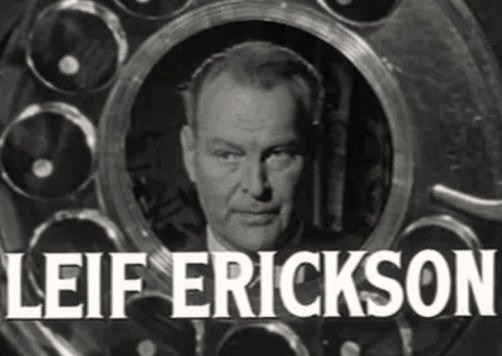
Dans Tuer n'est pas jouer (1965)

- 1956 : Thé et Sympathie (Tea and Sympathy) de Vincente Minnelli
- 1956 : La corde est prête (Star in the Dust) de Charles F. Haas
- 1957 : Istanbul de Joseph Pevney
- 1957 : Embrasse-la pour moi (Kiss Them for Me) de Stanley Donen
- 1958 : Crépuscule sur l'océan (Twilight for the Gods) de Joseph Pevney
- 1963 : Le Téléphone rouge (A Gathering of Eagles) de Delbert Mann
- 1964 : La Meurtrière diabolique (Strait-Jacket) de William Castle
- 1964 : L'Homme à tout faire (Roustabout) de John Rich
- 1964 : Les Ambitieux (The Carpetbaggers) d'Edward Dmytryk
- 1965 : Tuer n'est pas jouer (I Saw What You Did) de William Castle
- 1965 : Mirage d'Edward Dmytryk
- 1972 : Man and Boy d'E. W. Swackhamer
- 1975 : Winterhawk de Charles B. Pierce (en)
- 1977 : L'Ultimatum des trois mercenaires (Twilight's Last Gleaming) de Robert Aldrich

### À la télévision

#### Séries
- 1958 : Alfred Hitchcock présente (Alfred Hitchcock presents)
  - Saison 3, épisode 19 La Provocation (The Equalizer) de James Neilson
- 1958 : L'Homme à la carabine (The Rifleman)
  - Saison 1, épisode 1 The Sharpshooter d'Arnold Laven
- 1959-1961 : Rawhide
  - Saison 2, épisode 6 Les Otages (Incident at the Buffalo Smokehouse, 1959) de Stuart Heisler
  - Saison 3, épisode 19 Incident Near Gloomy River (1961) de R. G. Springsteen
- 1961-1965 : Bonanza
  - Saison 2, épisode 23 The Rescue (1961)
  - Saison 7, épisode 14 All Ye his Saints (1965) de William F. Claxton
- 1962 : Le Gant de velours (The New Breed)
  - Saison unique, épisode 17 Care is No Cure
- 1963 : La Grande Caravane (Wagon Train)
  - Saison 7, épisode 9 The Eli Bancroft Story de R. G. Springsteen
- 1963 : Adèle (Hazel)
  - Saison 3, épisode 11 Hazel and the Vanishing Hero de William D. Russell
- 1964 : Première série L'Homme à la Rolls (Burke's Law)
  - Saison 2, épisode 14 Who killed the Swinger on a Hook ? de Lewis Allen
- 1964-1965 : Le Virginien (The Virginian)
  - Saison 2, épisode 19 The Drifter (1964) de Don McDougall
  - Saison 3, épisode 10 Return of a Stranger (1964)
  - Saison 4, épisode 15 Blaze of Glory (1965)
- 1964-1965 : Suspicion (The Alfred Hitchcock Hour)
  - Saison 3, épisode 11 Consider her Ways (1964) de Robert Stevens et épisode 26 The Monkey's Paw - A Retteling (1965) de Robert Stevens

- 1965-1966 : Daniel Boone

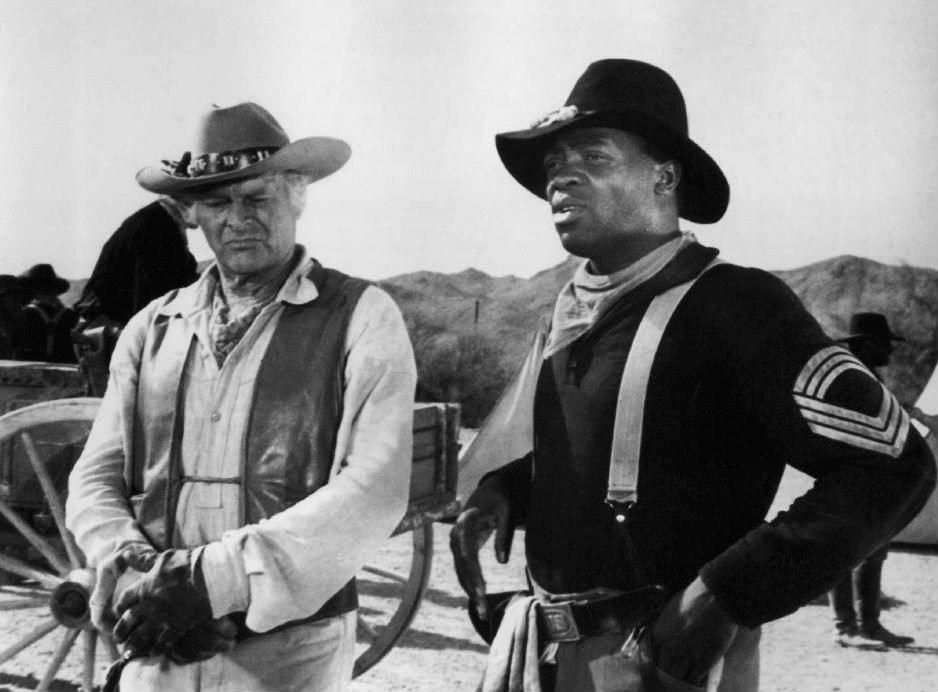
Avec Yaphet Kotto, dans Le Grand Chaparral (1968)

  - Saison 2, épisode 7 The Aaron Burr Story (1965)
  - Saison 3, épisode 13 River Passage (1966) de William Witney
- 1966 : Le Proscrit (Branded)
  - Saison 2, épisode 22 Barbed Wire
- 1967 : Gunsmoke ou Police des plaines (Gunsmoke ou Marshal Dillon)
  - Saison 12, épisode 16 Saturday Night de Robert Totten
- 1967-1971 : Le Grand Chaparral (The High Chaparral)
  - Saisons 1 à 4, 97 épisodes : rôle de John Cannon
- 1971 : Les Règles du jeu (The Name of the Game)
  - Saison 3, épisode 18 Seek and Destroy
- 1972 : Le Sixième Sens (The Sixth Sense)
  - Saison 1, épisode 2 Un cœur dans la tombe (The Heart that wouldn't stay buried) de Barry Shear
- 1972 : La Nouvelle Équipe (The Most Squad)
  - Saison 5, épisode 7 Good Times are Just Memories d'Ivan Dixon
- 1972 : Docteur Marcus Welby (Marcus Welby, M.D.)
  - Saison 4, épisode 10 With a Shout, Not a Whimper de Marc Daniels
- 1973 : Les Rues de San Francisco (The Streets of San Francisco)
  - Saison 2, épisode 3 Pour l'amour de Dieu (For the Love of God) de Virgil W. Vogel
- 1973 : Le Magicien (The Magician)
  - Saison unique, épisode 9 Nightmare in Steel
- 1974 : L'Homme de fer (Ironside)
  - Saison 7, épisode 18 Class of '40 de Barry Shear
- 1975 : Cannon
  - Saison 4, épisode 13 Sans remords (Daddy's Little Girl) de Leslie H. Martinson
- 1976 : Sur la piste des Cheyennes (The Quest)
  - Saison unique, épisode 13 Le Dernier Trappeur (The Last of the Mountain Men)
- 1977 : Le Voyage extraordinaire (The Fantastic Journey)
  - Saison unique, épisode 1 Vortex d'Andrew V. McLaglen
- 1984 : L'Île fantastique (Fantasy Island)
  - Saison 7, épisode 10 Goin' on Home / Ambitious Lady

#### Téléfilms
- 1971 : Terreur dans le ciel (Terror in the Sky) de Bernard L. Kowalski
- 1971 : Deadly Dream d'Alf Kjellin
- 1972 : The New Healers de Bernard L. Kowalski
- 1972 : The Family Rico de Paul Wendkos
- 1973 : The Six Million Dollar Man : Solid Gold Kidnapping de Russ Mayberry
- 1975 : Force Five de Walter Grauman
- 1983 : Savage in the Orient de Vincent Sherman

## Théâtre (à Broadway)
Pièces, sauf mention contraire
- 1938 : All the Living d'Hardie Albright, d'après Victor R. Small, mise en scène de Lee Strasberg, avec John Alexander, Charles Dingle
- 1938-1939 : Rocket to the Moon de Clifford Odets, avec Luther Adler
- 1939 : Margin for Error de Clare Boothe Luce, mise en scène d'Otto Preminger, avec Sam Levene, Bert Lytell, Otto Preminger (ce dernier réalisera en 1943 l'adaptation au cinéma sous le même titre original)
- 1940 : Higher and Higher, comédie musicale, musique de Richard Rodgers, lyrics de Lorenz Hart, livret de Gladys Hurlbut et Joshua Logan, mise en scène de ce dernier, avec June Allyson, Marta Eggerth, Jack Haley, Vera-Ellen
- 1940-1941 : Retreat to Pleasure d'Irwin Shaw, avec Hume Cronyn, John Emery, Ruth Nelson
- 1941 : The Cream in the Well de Lynn Riggs, mise en scène de Martin Gabel
- 1953-1955 : Thé et Sympathie (Tea and Sympathy) de Robert Anderson, mise en scène d'Elia Kazan, avec Deborah Kerr (Joan Fontaine en remplacement), John Kerr (Anthony Perkins en remplacement), Dick York
- 1960 : The World of Carl Sandburg de (et mise en scène par) Norman Corwin, d'après les écrits de Carl Sandburg, avec Bette Davis (habillée par Orry-Kelly)